# Англійський більярд
Англі́йський білья́рд (англ. English billiards, також існує спрощена назва billiards) - різновид більярду, що поєднує в собі елементи гри в карамболь та  «лузний» більярд. Гра з'явилась та є найпоширенішою у Великій Британії.

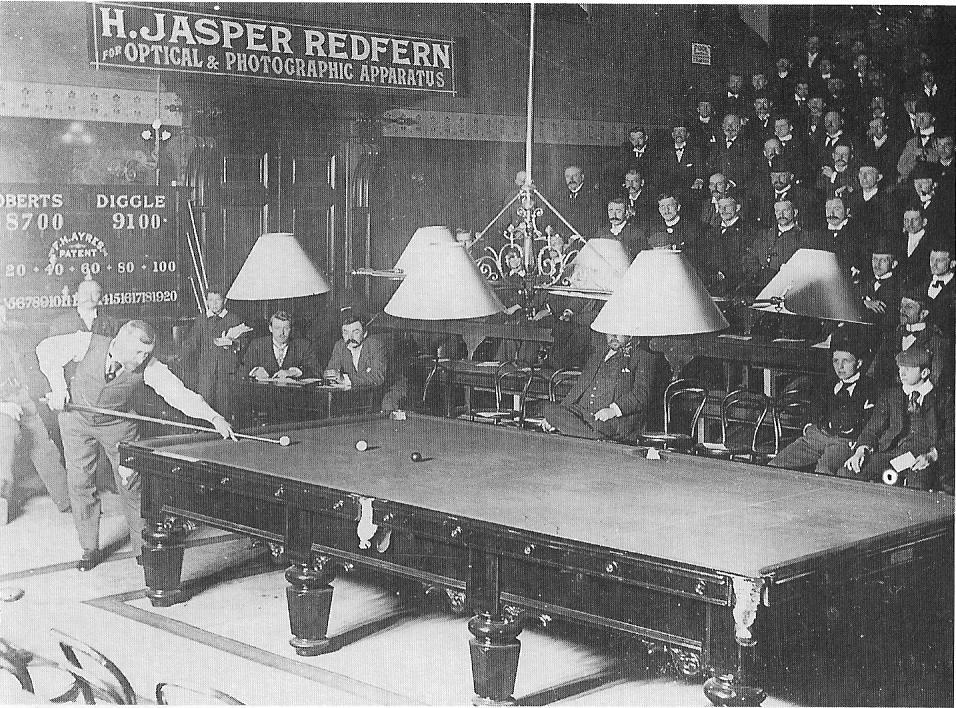
Гра в англійський більярд. Кінець XIX століття

## Історія
Шаблон:Розділ не завершений
Англійська більярд був створений на початку XIX століття і аж до 20-х років XX століття вважався найпопулярнішим видом більярду у  Британській імперії. Багато фахівців вважають, що найкращим гравцем в англійський більярд всіх часів є австралієць Волтер Ліндрум, який виступав у 1911-1950 роках і встановив безліч абсолютних рекордів. Дотепер англійський більярд найпопулярніший у Великій Британії, також є сильні гравці з  Індії та деяких інших країн світу. В даний час головними міжнародними організаціями цієї гри є IBSF та WPBSA.

## Основні елементи правил гри
Англійський більярд являє собою суміш карамболю і лузного більярду. Грається на столі для снукеру (розміри - 1.7 x 3.8  м.). Для гри використовується 3 кулі: 2 білих (хоча з недавніх пір застосовуються 1 білий і 1 жовтий) і червона куля, яка завжди є  прицільною.
У грі беруть участь зазвичай два більярдисти (також можлива командна гра). Для кожного з суперників призначений окремий  биток; у випадку, якщо обидва битка білого кольору, то на одному з них наноситься відмітка (найчастіше просто чорна точка).
Мета гри, як і в більшості інших видів більярду - набрати в рамках правил більше очок, ніж суперник. Очки набираються переважно за рахунок  серії. Існує три способи набору очок:
1. «Кеннон двома кулями» - за один удар торкнутися битком прицільної (червоної) кулі і битка суперника. За успішне виконання такого Кеннона гравець набирає 2 очки;
2. англ. «Winning hazards» - забити або червону кулю (3 очки) або биток суперника (2 очки);
3. англ. «Losing hazards» - забити биток карамболем (в цьому випадку ударом від кулі). Якщо биток впаде в лузу, торкнувшись спершу о червону кулю - гравець набирає 3 очки; якщо іншого битка - 2 очки.

Після кожного успішного удару серія триває. Варто відзначити, що, на відміну від снукеру, кількість набраних очок у серії в англійському більярді практично не обмежена (за винятком професійних турнірів, в яких вводиться певний ліміт на кількість ударів). Наприклад, світовий рекорд з величини брейку встановив Волтер Ліндрум - 4137 очок.
В англійському більярді, як і в інших видах більярду, при порушенні правил призначається  штраф. У разі штрафу супернику присуджуються 2 очка і йому ж передається право удару. Суперник може або грати з позиції, що виникла в результаті попереднього удару, або попросити відновити позицію рефері. Штраф призначається в небагатьох випадках:
1. Якщо гравець вдарив по битку суперника;
2. Якщо куля (і) вискочила (ли) за межі столу;
3. Якщо гравець промахнувся по прицільній кулі;
4. Якщо стався  пропіх;
5. Якщо биток перескочив через прицільну кулю;
6. Якщо гравець виконує 16-й поспіль «winning hazards» або 76-й поспіль «losing hazards»;
7. Якщо гравець торкнувся  іншої кулі під час  гри з руки (точніше -  сектора D).

## Відомі гравці
- Волтер Ліндрум
- Джо Девіс
- Рекс Вільямс
- Том Ньюмен
- Мельбурн Інмен
- Кларк Макконекі
- Фред Девіс
- Віллі Сміт